# Lembras
Lembras település Franciaországban, Dordogne megyében. Lakosainak száma 1255 fő (2022. január 1.). Lembras Queyssac, Bergerac, Creysse, Lamonzie-Montastruc, Saint-Sauveur és Eyraud-Crempse-Maurens községekkel határos.

## Népesség
A település népességének változása:
| Lakosok száma | 597  | 977  | 1174 | 1178 | 1213 | 1152 | 1142 | 1208 | 1241 | 1255 |
|               | 1968 | 1982 | 1990 | 2006 | 2013 | 2015 | 2017 | 2019 | 2020 | 2022 |